# Chí Cà
Chí Cà là một xã thuộc huyện Xín Mần, tỉnh Hà Giang, Việt Nam.

## Địa lý
Xã Chí Cà có vị trí địa lý:
- Phía đông giáp xã Xín Mần và xã Thèn Phàng
- Phía tây giáp xã Pà Vầy Sủ
- Phía tây bắc giáp Trung Quốc
- Phía nam giáp thị trấn Cốc Pài và xã Thèn Phàng
- Phía bắc giáp Trung Quốc.

Xã Chí Cà có diện tích 27,76 km², dân số năm 2019 là 3.295 người, mật độ dân số đạt 119 người/km².

## Hành chính
Xã Chí Cà được chia thành 10 thôn, bản: Xóm Mới, Khờ Cha Ván, Hận Cấu, Hồ Mù Chải, Nàn Hái, Bản Phố, Suối Thầu, Chí Cà Thượng, Chí Cà Hạ, Hồ Sáo Chải.

## Lịch sử
Trước đây, là một xã thuộc huyện Hoàng Su Phì.
Ngày 30 tháng 4 năm 1962, dưới chính thể mới của Nhà nước Việt Nam Dân Chủ Cộng Hòa, một số xã của Hoàng Su Phì được chia thành nhiều xã nhỏ, trong đó: chia xã Chí Cà thành xã Chí Cà và xã Pà Vầy Sủ.
Ngày 1 tháng 4 năm 1965, Hội đồng Chính phủ ban hành Quyết định số 49-CP về việc thành lập huyện Xín Mần trên cơ sở tách xã Chí Cà thuộc huyện Hoàng Su Phì.
Ngày 14 tháng 5 năm 1981, Hội đồng Chính phủ ban hành Quyết định 185/1981/QĐ-CP về việc tách xóm Sin Thờ Lá của xã Pà Vầy Sử để sáp nhập vào xã Chi Cà.